# Veliki orijent Nizozemske
Red slobodnih zidara pod Velikim orijentom Nizozemske (nizo. Orde van Vrijmetselaren onder het Grootoosten der Nederlanden), kraće Veliki orijent Nizozemske, negdje i Veliki istok Nizozemske, je regularna slobodnozidarska velika loža u Nizozemskoj. Osnovana je 1756. godine i najstarija je regularna velika loža na europskom kontinentu.

## Povijest
Sedamnaest godina nakon osnutka Velike Lože Engleske, zajedničkim djelovanjem francuskih i engleskih slobodnih zidara osnovana je prva loža u Nizozemskoj, 8. studenoga 1734. Dana 26. prosinca 1756. deset se loža sastalo kako bi osnovali Veliku ložu Nizozemske i pokrenuli proces odvajanja od francuskog autoriteta – prve Velike lože Francuske, što je konačno ostvareno 1768. godine. Nakon pregovora, Velika loža Engleske službeno je priznala nizozemsku Veliku ložu i njezine prekomorske teritorije 2. ožujka 1770., pod imenom Velika loža Sedam Ujedinjenih Nizozemski (Groote Loge der Zeven Vereenigde Nederlanden).
Od 1795. godine je stara Republika zamijenjena Batavijskom Republikom, čime je započelo razdoblje francuske političke i društvene dominacije. Unatoč relativno mirnom razdoblju, nakon neuspjele nizozemske pobune Francuzi su istjerani 1813. godine. Godine 1817. red mijenja naziv u Red slobodnih zidara pod Velikim orijentom Nizozemske.
Godine 1777. Red je sklopio savez s Velikim orijentom Francuske, kojim su se strane obvezale da neće osnivati lože na teritoriju druge strane. No, savez je narušen 1812. kada je u Groningenu pod francuskom Velikim orijentom osnovana Loža "L'Union Maçonnique", koja se 1843. spojila s Ložom "L'Union Provinciale". Ranije, 1810., u Amsterdamu je pod francuskom Velikim orijentom osnovana Loža "Sveti Napoleon", koja je ugašena 1814., a naslijedila ju je Loža "Willem Fredrik" pod nizozemskim Velikim orijentom. S krajem francuske vlasti i dolaskom kralja Vilima I., francuske lože su ukinute, uz dogovor da im se pruži godina dana za prijelaz pod nizozemski Veliki orijent.
Nadležnost nizozemskog Velikog orijent kroz povijest se širila i smanjivala usporedo s političkom poviješću i razvojem nizozemske države, što se odražavalo i u broju pokrajinskih velikih loža koje su djelovale pod njegovim okriljem. Južne Nizozemske bile su organizirane kao posebna pokrajinska velika loža, isto kao i Sjeverne. Kasnije su uspostavljene i druge pokrajinske velike lože: u Južnoj Africi od 1863., u Nizozemskoj Istočnoj Indiji od 1899., u Transvaalu od 1906., kao i u Cejlonu i Indiji. S vremenom su osnovane i pokrajinske velike lože za Surinam i neka karipska otočja.
Belgijsko slobodno zidarstvo bilo je integrirano pod Veliki orijent Francuske i Veliki orijent Nizozemske. Prva belgijska loža osnovana je u Monsu 1721. godine. Nakon 1830. godine i belgijske neovisnosti, masonske lože bile su podijeljene na dvije upravne cjeline – jednu za nizozemski, a drugu za frankofoni dio zemlje. Veliki orijent Belgije osnovan je 1833., a na osnivačkom sastanku sudjelovalo je 13 loža.
Dva princa iz dinastije Orange-Nassau držala su položaj velikog majstora Velikog orijenta Nizozemske u 19. stoljeću: princ Frederik (mlađi brat kralja Vilima II., koji je i sam bio slobodni zidar) 65 godina, od 1816. do 1881., i princ Alexander (mlađi sin kralja Vilima III.) od 1882. do svoje rane smrti 1884. godine.
Između 1880. i 1906. godine Ujedinjena velika loža Engleske povukla je priznanje Velikom orijentu Nizozemske zbog političkih okolnosti vezanih uz burske ratove u Južnoj Africi. Godine 1898. veliki majstor Vas Visser organizirao je u Hagu međunarodni masonski kongres posvećen svjetskom miru.
Međunarodni val emancipacije i demokratizacije doveo je do pitanja o uključivanju žena u slobodno zidarstvo i u Nizozemskoj. Budući da pravila to nisu dopuštala, 1919. tri lože su se odvojile i osnovale mješovitu veliku ložu – Nizozemsku udrugu slobodnih zidara. Kao odgovor, Veliki orijent Nizozemske je 1921. osnovao Udrugu žena slobodnih zidarica (Vereniging van Vrouwen van Vrijmetselaren), s ciljem da supruge slobodnih zidara imaju prostor za susrete i osobni razvoj.
Godine 1921. Veliki orijent Nizozemske je zajedno s Velikom ložom Države New York i Velikom ložom Švicarske osnovao Međunarodnu masonsku asocijaciju u Ženevi. No, zbog snažnog utjecaja Velikog orijenta Francuske, Asocijacija nije zaživjela. Nova inicijativa za međunarodnu suradnju – Međunarodna liga slobodnih zidara – pokrenuta je 1927., ali također nije potrajala.
Godine 1939. Veliki orijent Nizozemske je imao preko 4.100 članova u 67 loža. Tijekom nacističke okupacije Nizozemske slobodno zidarstvo bilo je zabranjeno od rujna 1940. Nakon Drugog svjetskog rata, rad loža je obnovljen, iako su mnoge zgrade bile oštećene, a dokumenti i knjige nestali.
Mnoge pokrajinske velike lože Velikog orijenta Nizozemske postale su s vremenom samostalne velike lože. Samo je manji broj loža, uglavnom privremeno, zadržao vezu s nizozemskim Velikim orijentom nakon proglašenja neovisnosti svojih zemalja. Tako je 1961. Velika loža Južne Afrike, čime je nizozemski Veliki orijent izgubio 90 loža i 4.000 članova.
Godine 1954. nizozemski Veliki orijent je sudjelovao u osnivanju Luksemburške konvencije skupa s Velikom ložom Luksemburga i Ujedinjenim velikim ložama Njemačke. Godine 1957. nizozemski Veliki orijent se suočio s odvajanjem nekoliko loža koje su osnovale Veliku ložu Nizozemske. No, lože te nova velika loža ubrzo se ponovno vratila u matični Veliki orijent.
U 2006. godini nizozemski Veliki Orijent proslavio je svoju 250. obljetnicu svečano i s naglašenom otvorenošću prema javnosti.

## Ustroj
Sjedište Velikog orijenta Nizozemske je u Hagu.
Veliki orijent Nizozemske u Hagu ima i Muzej slobodnog zidarstva (Vrijmetselarij Museum).

### Lože
U lipnju 2024. godine Veliki orijent Nizozemske ima 171 masonsku ložu raspoređenu u 10 pokrajina u Nizozemskoj i tri pokrajinske velike lože u inozemstvu.
Pokrajine u Velikom orijentu Nizozemske su:
- Pokrajina Gelderland (Regio Gelderland) obuhvaća 13 loža u Gelderlandu, i to po tri lože u Apeldoornu, Arnhemu (selo Velp) i Wageningenu te po jednu u Edeu, Harderwijku, Nijmegenu i Tielu.
- Pokrajina Veliki Amsterdam (Regio Groot Amsterdam) obuhvaća 13 loža, i to devet u Amsterdamu i četiri u Amstelveenu.
- Pokrajina Veliki Hag (Regio Groot Den Haag) obuhvaća 14 loža, i to 13 u Hagu i jedna u Zoetermeeru.
- Pokrajina Središnja Nizozemska (Regio Midden Nederland) obuhvaća 22 lože, i to pet u Amersfoortu, po četiri u Bilthovenu i Utrechtu, po tri u Bussumu i Hilversumu i po jedna u Almeri, Nieuwegeinu i Zeistu.
- Pokrajina Sjeverna Holandija (Regio Noord-Holland) obuhvaća lože u Alkmaaru, Castricumu, Haarlemu, Den Helderu, Hoornu, Purmerendu, Schagenu, Velsenu i Zaandamu.
- Pokrajina Sjever (Regio Noord) obuhvaća lože u Assenu, Drachtenu, Emmenu, Groningenu, Harlingenu, Heerenveenu, Leeuwardenu, Meppelu, Sneeku, Veendamu i Winschotenu.
- Pokrajina Overijssel (Regio Overijssel) obuhvaća lože u Almelou, Deventeru, Doetinchemu, Enschedeu, Hengelou, Kampenu, Lelystadu, Oldenzaalu, Winterswijku, Zutphenu i Zwolleu.
- Pokrajina Južna Holandija (Regio Zuid-Holland) obuhvaća lože u Alphenu na Rajni, Brielleu, Delftu, Dordrechtu, Gorichemu, Goudi, Leidenu, Rotterdamu i Vlaardingenu.
- Pokrajina Jugoistočna Nizozemska (Regio Zuid Oost Nederland) obuhvaća lože u Eindhovenu, Heerlenu, 's-Hertogenboschu, Maastrichtu, Ossu, Roermondu, Sittardu i Venlou.
- Pokrajina Jugozapadna Nizozemska (Regio Zuid West Nederland) obuhvaća lože u Bergen op Zoomu, Bredi, Goesu, Middelburgu, Oosterhoutu, Roosendaalu, Terneuzenu, Tilburgu, Vlissingenu i Zierikzeeu.

Pokrajinske velike lože u inozemstvu su:
- Pokrajinska velika loža Surinama (Provinciale Grootloge Suriname) – nadležna za Surinam, bivšu nizozemsku koloniju, državu na sjeveru Južne Amerike, gdje administrira tri lože.[7]
- Pokrajinska velika loža Kariba (Provinciale Grootloge Caribisch gebied) – nadležna za Zemlju Curaçao, Zemlju Sveti Martin i Bonaire gdje administrira pet loža.[8]
- Pokrajinska velika loža Zimbabvea (Provinciale Grootloge Zimbabwe) – nadležna za Zimbabve, državi u južnom dijelu Afričkog kontinenta, gdje administrira šest loža.[9]

Među masonskim ložama koje rade pod zaštitom Velikog orijenta Nizozemske su i:
- Loža "Kraljevska unija" (Loge L'Union Royale) br. 1, Hag[10]
- Loža "Voljeni" (Loge La Bien Aimée) br. 2, Amsterdam[11]
- Loža "Sveti Ljudevit" (Loge Sint Lodewijk) br. 3, Nijmegen[12] – nosi naziv po francuskom kralju Luju IX.
- Loža "Mir" (Loge La Paix) br. 4, Amsterdam[13]
- Loža "Sloga osvaja srca" (Loge Concordia Vincit Animos) br. 5, Amsterdam[14]
- Loža "Dobročinstvo" (Loge La Charité) br. 6, Amsterdam[15]
- Loža "Vrlina" (Loge La Vertu) br. 7, Leiden[16]
- Loža "Sloga" (engl. Lodge Concord) br. 134, Rotterdam[17] – radi na engleskom jeziku.
- Loža "Amsterdam" (engl. Amsterdam Lodge) br. 312, Amsterdam[18] – nosi naziv po gradu u kojoj je smještena; radi na engleskom jeziku.

Od svih loža koje rade pod zaštitom Velikog orijenta Nizozemske njih 19 je van Nizozemske. Pokrajinska velika loža Surinama administrira tri lože u glavom gradu Paramaribu. Pokrajinska velika loža Kariba administrira ukupno pet lože, od toga tri su u Willemstadu na Curaçau, jedna u Kralendijku na Bonaireu te jedna u Philipsburgu na Sv. Martinu. Pokrajinska velika loža Zimbabvea administrira ukupno sedam loža, od toga tri su u Harareu i po jedna u Maronderi, Bulawayu i Murewi. Pored njih su van Nizozemske su i tri lože Oranjestadu u Arubi, po jedna loža u Roodepoortu, gradu u Južnoj Africi pored Johannesburga, i Bangkoku, glavnom gradu Tajlanda.
- Loža "Sloga" (Loge Concordia) br. 10, Paramaribo[20]
- Loža "Zadovoljstvo" (Loge De Vergenoeging) br. 22, Willemstad[21]
- Loža "Zajedništvo je snaga" (Loge Eendracht Maakt Macht) br. 88, Roodepoort
- Loža "Izlazeće Sunce" (španj. Logia El Sol Naciente) br. 113, Oranjestad[22]
- Loža "Izrael" (Loge Israël) br. 132, Harare – nosi naziv po Izraelu, državi na Bliskom Istoku.
- Loža "Kralj Salomona" (engl. King Solomon's Lodge) br. 160, Oranjestad[22] – nosi naziv po Salomonu, trećem kralju Izraela i Židova prema Bibliji.
- Loža "Marondera" (Loge Marondera) br. 168, Marondera – nosi naziv po gradu u kojoj je smještena.
- Loža "Milton Park" (Loge Milton Park) br. 177, Harare – nosi naziv po Milton Park, gradskoj četvrti u Harareu.
- Loža "Alfred Beit" (Loge Alfred Beit) br. 184, Bulawayo – nosi naziv po Alfredu Beitu, englesko-njemačkom magnatu zlata i dijamanata u južnoj Africi.
- Loža "Vumba" (Loge Vumba) br. 226, Harare – nosi naziv po planini Vumba na granici Zimbabvea i Mozambika.
- Loža "Feniks" (Loge Phoenix) br. 227, Willemstad[23] – nosi naziv po mitološkom biću feniks.
- Loža "Nyadri" (Loge Nyadri) br. 229, Murewa – nosi naziv po naselju Nyadri u Murewi.
- Loža "Stanfaste" (Loge De Stanfaste) br. 238, Paramaribo[20]
- Loža "Zlatni trokut" (Loge De Gouden Driehoek) br. 245, Paramaribo[20]
- Loža "Unija" (engl. Union Lodge) br. 266, Philipsburg[24]
- Loža "Ignis Fraternitatis" (Loge Ignis Fraternitatis) br. 296, Willemstad – nosi naziv po latinskom izrazu što u prijevodu znači "Plamen bratstva".
- Loža "Erasmus" (Loge Erasmus) br. 297, Bangkok – nosi naziv po svećeniku i filozofu Erazmu Roterdamskom.
- Loža "Srednja komora" (Loge The Middle Chamber) br. 305, Oranjestad[22] – nosi naziv po srednjoj komori Salomonovog hrama.
- Loža "Harmonija" (Loge Harmonie) br. 311, Kralendijk

### Uprava
Velikim orijentom Nizozemske upravlja veliki majstor (nizo. Grootmeester) koji se bira na trogodišnje razdoblje. Dosadašnji veliki majstori su:
1. Johan Cornelis Radermacher (1735. – 1748.)
2. Kolonel Joost Gerrit baron van Wassenaer (1749. – 1752.)
3. Louis Dagran (v.d.  1752. – 1756.)
4. barun Albrecht Nicolaas van Aerssen Beijeren (1756. – 1758.)
5. grof Carel Bentinck (1758. – 1759.)
6. barun Carel van Boetzelaer (1759. – 1798.)
7. Isaak van Teylingen (1798. – 1804.)
8. Cornelis Gerrit Bijleveld (1804. – 1810.)
9. Isaac Bousquet (1810. – 1812.)
10. Willem Philip Barnaart (1812. – 1816.)
11. Cie. van negen (1816.)
12. princ Frederik od Nizozemske (1816. – 1881.) – sin kralja Vilima I.
13. princ Aleksandar od Orangea (1882. – 1884.) – sin kralja Vilima III.
14. Pieter Johannes Gesinus van Diggelen (1885. – 1892.)
15. Gerrit Vas Visser (1892. – 1906.)
16. Simon Marius Hugo van Gijn (1906. – 1917.)
17. Meinhard Steven Lingbeek (1917. – 1923.)
18. Willem Sonneveld (1923. – 1927.)
19. Johannes Hendrik Carpentier Alting (1926. – 1929.)
20. Hermannus van Tongeren st. (1929. – 1941.)
21. Leonardus Johannes Jacobus Caron (1945. – 1952.)
22. Cornelis Marinus Reinder Davidson (1952. – 1961.)
23. Marinus ten Cate (1961. – 1962.)
24. Jan Kok (1962. – 1974.)[25]
25. Gerrit van Wezel (1974. – 1979.)
26. Theodoor Boesman (1979. – 1982.)
27. W. Sepp (1982. – 1986.)
28. J. M. Barents (1986. – 1990.)
29. R. Schultink (1990. – 1997.)
30. Bernard Sarphati (1997. – 2000.)
31. P. G. Roodhuyzen (2000. – 2003.)
32. Jan Diederik van Rossum (2003. – 2010.)
33. Willem S. Meijer (2010. – 2016.)
34. Gerrit van Eijk  (2016. – 2022.)
35. Leonard Jonkers (od 2022.)

### Međunarodna suradnja
Veliki orijent Nizozemske sudjeluje u radu Svjetske konferencije regularnih masonskih velikih loža. Također, potpisao je povelje o prijateljstvu i međusobnom priznavanju s preko 200 regularnih velikih loža.

### Obredi
Veliki orijent Nizozemske upravlja simboličkim stupnjevima plave lože (učenik, pomoćnik i majstor) i delegira upravljanje visokim stupnjevima na dodatna tijela i redove.

## Pridružena tijela i redovi
Upravljanje visokim masonskim stupnjevima Veliki orijent Nizozemske provodi kroz pridružena tijela i redove od kojih svaki predstavlja jedan obred a na temelju potpisanih konkordata.
- Ured za majstorski stupanj (nizo. Afdeling van de Meestergraad)[26]
- Red slobodnih zidara pod Glavnim kapitelom visokih stupnjeva u Nizozemskoj (Orde van Vrijmetselaren onder het Hoofdkapittel der Hoge Graden in Nederland) – nadležan za rad Modernog (francuskog) obreda.[27]
- Red slobodnih zidara koji rade pod Vrhovnim vijećem 33. i posljednjeg stupnja Drevnog i prihvaćenog škotskog obreda za Kraljevinu Nizozemsku (Orde van Vrijmetselaren werkend onder de Opperraad van de 33e en laatste graad van de Aloude en Aangenomen Schotse Ritus voor het Koninkrijk der Nederlanden) – nadležan za rad Drevnog i prihvaćenog škotskog obreda.[28]
- Vrhovni veliki kapitel Reda svetog kraljevskog luka Nizozemske (Groot Kapittel der Orde van het Heilig Koninklijk Gewelf in de Nederlanden) – nadležan za rad svetog kraljevskog luka.[29]
- Pokrajinska velika loža majstora masona znaka Nizozemske (District Grootloge van Merkmeesters in Nederland) – nadležna za rad majstora znaka i mornara kraljevske arke.[30]
- Veliki priorat Ujedinjenih vjerskih, vojnih i masonskih redova Hrama i svetog Ivana od Jeruzalema, Palestine, Rodosa i Malte u Nizozemskoj (Groot Priorij van de Verenigde Religieuze, Militaire En Maçonnieke Orden van de Tempel en van Sint Jan van Jeruzalem, Palestina, Rhodos en Malta der Nederlanden) – nadležan za rad vitezova templara i malteških vitezova.[31]
- Veliki koncil kraljevskih i odabranih majstora Nizozemske – nadležno za rad kraljevskih i odabranih majstora.
- Pridružena tijela i redovi koji imaju svoje jedinice u Nizozemskoj:
  -  Beneluška divizija Slobodnozidarskog i vojnog reda crvenog križa cara Konstatina i redova svetog Groba i svetog Ivana Evanđelista Engleske i Walesa i njegovih divizija i prekomorskih konkalava (Benelux Division for Masonic and Military Order of the Red Cross of Constantine and the Orders of the Holy Sepulchre and of St John the Evangelist for England & Wales & its Divisions & Conclaves overseas) – nadležan za rad Crvenog križa cara Konstatina u Nizozemskoj.[32]
  -  Pokrajinska velika loža za Nizozemsku Kraljevskog reda Škotske (Provinciale Grootloge Nederland van Royal Order of Scotland) – nadležna za rad Kraljevskog reda Škotske.[33]
  -  Rozenkrojcersko društvo Engleske (eng. Rosicrucian Society of England; lat. Societas Rosicruciana in Anglia) – nadležno za rad Rozenkrojcerskog društva.[34]
  -  Nizozemski distrikt Svećenika vitezova templara Svetog kraljevskog luka i Reda svete mudrosti (eng. Holy Royal Arch Knight Templar Priests and Order of Holy Wisdom – District 29, The Netherlands) – nadležno za rad Svećenika vitezova templara Svetog kraljevskog luka kao i Reda svete mudrosti.[35]
  -  Velika konklava Reda tajnog nadzornika ili Bratstvo Davida i Jonathana na Britanskom otočju i njihovim prekomorskim teritorijima – nadležno za rad Reda tajnog nadzornika.

## Vanjske poveznice
- Službena stranica